# Reino Ragnar Lehto
Reino Ragnar Lehto (2 de mayo de 1898-13 de julio de 1966) fue un abogado y funcionario finlandés. Lehto fue primer ministro de Finlandia de 1963 a 1964. Después fue gobernador de la provincia de Uusimaa, de 1964 a 1966. Además trabajó de abogado de 1922 a 1932. En 1960 se le concedió el título de doctor gerencial.
| Predecesor: Ahti Karjalainen | Primer ministro de Finlandia 1963 - 1964 | Sucesor: Johannes Virolainen |

- Datos: Q1370901